# La Libre Parole illustrée

La Libre Parole illustrée est, entre juillet 1893 et septembre 1897, le supplément hebdomadaire illustré du quotidien français La Libre Parole fondé par le journaliste et polémiste antisémite Édouard Drumont.

## Histoire
La Libre Parole illustrée comprend essentiellement des reproductions de dessins en couleurs et noir et blanc, soit en tout 220 numéros publiés entre le 17 juillet 1893 et le 25 septembre 1897.
Son lancement est effectué avant l'affaire Dreyfus et coïncide avec le scandale de Panama : dès janvier 1893 était sorti le premier Almanach de La Libre Parole, où Drumont s'affiche avec le marquis de Morès.
En août 1894, le journal diminue sa pagination et son prix de moitié, passant de 16 pages à 8 et de 10 centimes à 5.

## Ligne éditoriale et contenu
La Libre Parole et son supplément satirique illustré jouent un rôle essentiel dans la condamnation du capitaine Dreyfus. Lors de la promotion de sa parution, La Libre Parole illustrée n'est pas présentée comme antisémite par La Libre Parole, mais comme destinée à un public familial ; néanmoins, dès son premier numéro, le supplément illustré adopte une ligne éditoriale antisémite. En août 1894, la publication se présente comme « la meilleure des propagandes antisémitiques ». L'historien Guillaume Doizy relève néanmoins que « si la haine des juifs, des républicains opportunistes, radicaux ou marginalement des socialistes structure le flux caricatural produit par l’hebdomadaire illustré de Drumont, la rhétorique demeure incertaine et manque d’uniformité, donnant l’impression d’un journal sans direction homogène ».
Le journal se compose traditionnellement d'une caricature hebdomadaire politique en Une, de diverses illustrations de mode ou « d'humour », de chroniques et de nouvelles, de jeux et de rubriques culturelles,.
Trois mois après le début de sa parution, l'écrit l'emporte sur l'illustration (essentiellement antisémite).

## Dessinateurs
Le périodique s'appuie sur quelques dessinateurs dont on retrouve la signature sur de longues périodes comme Chanteclair (alias Lucien Emery), Donville, Gravelle, H de Sta, Émile Cohl (sous le pseudonyme d'Émile Courtet) et Maillotin.[réf. souhaitée]
- Paul Balluriau,
- Louis Baudit,
- E. Bayard,
- Lubin de Beauvais,
- Bol,
- A. Bonnin,
- Léon Bourgeois,
- Brion,
- Bruyas,
- P. Cernay,
- Chanteclair,
- Gaston Coindre,
- Émile Cohl-Courtet,
- Deb,
- R. Didier,
- Donville,
- E. Dousdebès,
- DousYnell,
- G. Edward,
- Oswald Evens,
- A. Esnault,
- F. E,
- Gravache,
- Gravelle,
- Grégoire,
- Haf,
- Charles Huard,
- Humblot,
- Job,
- Kill,
- LafouMollo,
- H. Lary,
- Emile Lux,
- Maillotin,
- Malatesta,
- Paul Maquette,
- Meyer,
- M. O. B.,
- M. O'Rice,
- Néro,
- Olivier Pichat,
- Ponce-Pile,
- Frédéric Régamey,
- Roedel,
- Ulysse Roy,
- Michel Sicé,
- Silex,
- H. de Sta,
- Stéphane,
- L. Tenaille,
- Georges Tiret-Bognet,
- A. Vallet,
- Raphaël Viau,
- Jacques Villon,
- Willette.